# Konsten att städa
Konsten att städa är en svensk dokumentärfilm från 2003 i regi av Nina Hedenius. Den handlar om en kvinna som städar, diskar, sitter barnvakt och lever nära naturen, och drömmer om en mer traditionell tillvaro bortom moderniteten. Filmen spelades in i trakten kring Kopparberg.